# Tisuću i jedna noć (televizijska serija)
Tisuću i jedna noć (tur. Binbir Gece) je turska televizijska serija koja se prikazivala od 22. kolovoza 2010. do 4. ožujka 2011. na RTL televiziji u Hrvatskoj. Radnja serije smještena je u Istanbulu u Turskoj. Glavne uloge tumače Halit Ergenç, Bergüzar Korel, Tardu Flordun i Ceyda Düvenci.
Serija je prikazivana i u Azerbajdžanu, Bugarskoj i Kuvajtu na televiziji Kanal D, u Makedoniji na televiziji A1, Srbiji na televiziji Fox televiziji, Grčkoj na televizijama Makedonia TV i ANT1, Crnoj Gori na TV Vijesti, Bosni i Hercegovini na Hayat TV-u i Alternativnoj televiziji (a od 2017. i na FTV), Sloveniji na Pink SI, Kosovu na Kohavision, Slovačkoj na Markizi i u Češkoj na TV Novoj.
Imenovana je prema slavnom istoimenom djelu iz srednjeg vijeka, a u glazbenoj podlozi se u nekim scenama javlja i Šeherezada Nikolaja Rimskog-Korsakova.

## Glazba
Za prekrasnu glazbu u seriji, zaslužni su veliki svjetski umjetnici, među kojima se ističe Korskaov, Basch i mnogi drugi. Ali, za glavnu glazbenu temu serije zaslučen je Ali Tufan Kirac koji je svojim melodijama uljepšao kompletan ugođaj serije. 

## Radnja
Šeherezada je talentirana arhitektica, zaposlena u velikoj građevinskoj tvrtci Binyapi, čiji su vlasnici Onur Aksal i Kerem İnceoğlu. Obojica su uspješni i poznati, ali Onur, zbog lošeg iskustva u prošlosti, potajno gaji bijes i mržnju prema ženama. Ipak, vjeruje da je Šeherazada drugačija od ostalih žena, ona plijeni ljepotom, posvećena je poslu i zahvaljujući njenom talentu tvrtka osvojila je prestižnu nagradu na natjecanju arhitekata i dobila izuzetno važan i skup projekt u Dubaiju.
U lijepu Šeherezadu je zaljubljen i Kerem, Onurov poslovni partner i najbolji prijatelj. Ta činjenica će narušiti prijateljstvo i unijeti dosta napetosti u njihov odnos. Ali Šeherazdu muče mnogo veći problemi. Njen sin jedinac boluje od izuzetno teške bolesti, leukemije. Da bi preživio, potrebna mu je hitna operacija za koju je potrebno mnogo novca. Ona očajnički pokušava osigurati sredstva i jedino je njen šef, Onur spreman pozajmiti novac. I to pod jednim uvjetom - da provede s njim jednu noć.
Šeherezada je spremna učiniti sve kako bi spasila život sinu. Pristaje na Onurovu ponudu ne govoreći mu zašto joj je novac potreban. Nakon te noći Onur postaje opsjednut Šeherezadom. Čini sve da bude u njenoj blizini nudeći joj ponovo novac, ovaj put veću svotu. Šeherezada ne pristaje i počinje tražiti drugi posao.
Onur je očajan, shvaća da ne može živjeti bez nje, a saznaje i pravi razlog zbog kojeg je pristala spavati s njim. Onur stoga odlazi zaprositi Šeherezadu, na što ona konačno pristane.
Stvari se dodatno zakopliciraju, kada Onurova majka, Feride, ne odobrava njihovo vjenčanje. Na kraju, Feride ipak uvidi njegovu ljubav prema Šeherezadi i prihvati svoju snahu.
Šeherezada se iznenadi kada otkrije da je Onur sudjelovao u natječaju za buduću gradnju naselja i da je osnovao građevinsku tvrtku kako bi ponovno surađivao s njom. Zbog toga poželi odustati od projekta, ali njezin kolega Burhan se tome usprotivi. Svi su šokirani kada se prošire glasine da su Onur i Zafer doživjeli zrakoplovnu nesreću nad Karpatima. Šeherezadu je tužni jer je izgubila Onura, Kerema grize savjest, a Feride tuguje. Svi koji su bliski Onuru i Zaferu odlaze u zračnu luku. Saznaje se kako Onur zapravo nije poginuo. Šeherezada priprema malo, intimno otvorenje svoje i Burhanove tvrtke. Između Onura i Kerema dolazi do velike svađa zbog Šeherezade.
Onur i Kerem po prvi puta otvoreno razgovaraju o svojem prijateljstvu. Šeherezada ne može oprostiti Keremu što je čitavo vrijeme varao njezinu prijateljicu i što je htio razoriti njezinu vezu s Onurom. 
Ali Kemalova ljubavnica Cansel umire, a sina Umuta ostavlja mužu Jamanu, koji ga, iako se ne slaže s tim, preda njegovu biološku ocu Ali Kemalu. On se, pak, rastane od Füsun i oženi Ahu, njegovu dalju rođakinju. Kerem i Bennu se vjenčaju i ona zatrudni, no rađa mrtvorođenče. Kerem otkriva kako nije Sevalin sin, nego sin njezine sestre Mine koja se bacila sa sedmoga kata jer nije bila u stanju sama odgajati sina. Kerem poslije pronađe svoga biološkog oca i upozna njegovu kćer Sezen. Nakon nekog vremena, Ali Kemal se razvodi od supruge i vraća se bivšoj ženi Füsun. Onur, pak, otkriva kako ima izvanbračnu kćer Nilüfer, kojoj je majka njegova bivša zaručnica Nil. Iako ju Šeherezada i Feride u početku neće htjeti prihvatiti, naviknut će se na život s njom.
Kerem otkriva Onurovu i Šeherezadinu tajnu (da je Šeherezada spavala s Onurom zbog novca) što je razlog njihova udaljavanja. Pomire se tek na kraju treće sezone i živjet će zauvijek sretni.

## Uloge
| Glumac                | Lik                        |
| --------------------- | -------------------------- |
| Halit Ergenç          | Onur Aksal                 |
| Bergüzar Korel        | Şehrazat Evliyaoğlu, Aksal |
| Tardu Flordun         | Kerem İnceoğlu             |
| Ceyda Düvenci         | Bennu Ataman, İnceoğlu     |
| Aytac Oztuna          | Seval Inceoğlu             |
| Tomris İncer          | Nadide Evliyaoğlu          |
| Metin Çekmez          | Burhan Evliyaoğlu          |
| Ergün Demir           | Ali Kemal Evliyaoğlu       |
| Yonca Cevher Yenel    | Füsun Evliyaoğlu           |
| Yeliz Akkaya          | Melek Ataman               |
| Efe Çınar             | Kaan Evliyaoğlu            |
| Hazal Gürel           | Burcu Evliyaoğlu           |
| Bartu Küçükçağlayan   | Gani                       |
| Merih Ermakastar      | Mert                       |
| Ege Aydan             | Engin                      |
| Şennur Nogaylar       | Firdevs                    |
| Dilara Kavadar        | Nilüfer Aksal              |
| Gulseven Yilmaz Nazan | Duru                       |

## Bivši članovi glumačke postave
| Glumac          | Lik              |
| --------------- | ---------------- |
| Meral Cetinkaya | Feride Aksal     |
| Duygu Cetinkaya | Sezen Inceoglu   |
| Canan Erguder   | Eda Akinaj       |
| Feyzan Capa     | Buket Evliyauglu |
| Mert Firat      | Burak Inceoglu   |

## Vanjske poveznice
- Službena stranica TV serije
- Tisuću i jedna noć u internetskoj bazi filmova IMDb-a